# Pseudapis anomala
Pseudapis anomala là một loài Hymenoptera trong họ Halictidae. Loài này được W. F. Kirby mô tả khoa học năm 1900.